# Anthochlamys afghanica
Anthochlamys afghanica là loài thực vật có hoa thuộc họ Dền. Loài này được Podlech mô tả khoa học đầu tiên năm 1976.